# Lista de atrações turísticas do Paraná
Esta é uma lista das principais atrações turísticas do estado do Paraná. O estado possui muitos pontos turísticos importantes, entre os quais cabe destacar Itaipu, as Cataratas do Iguaçu, o Parque de Vila Velha e a Ilha do Mel. Lista de atrações turísticas:
- Cataratas do Iguaçu: Localizadas em Foz do Iguaçu, atraem mais de 1 milhão de turistas por ano.[1]

- Canyon Guartelá: Sexto maior cânion do Mundo.[2][3]

- Catedral de Maringá: Mais alta catedral da América Latina[4][5][6]

- Centro Histórico de Curitiba: complexo arquitetônico de grande importância histórica e cultural[7]

- Estrada de Ferro Curitiba Paranaguá: Ferrovia que cruza a Serra do Mar.[8]

- Ilha do Mel (Paraná): Bioma único no litoral do Paraná.[9][10][11]

- Jardim Botânico de Curitiba: Principal atração turística da capital.[12][13]

- Museu do Tropeiro: Acervo que retrata a história do tropeiro na região dos Campos Gerais.[14]

- Parque Ecológico Ouro Fino[15][16]

- Parque Estadual de Vila Velha[17][18][19][20][21]

- Parque Nacional do Superagui[22][23]

- Porto de Paranaguá[24][25][26]

- Salto São Francisco: Maior queda d'água da Região Sul do Brasil.[27][28][29]

- Saltos e cachoeiras de Prudentópolis[30]

- Usina hidrelétrica de Itaipu: Maior usina hidrelétrica do Mundo.[31][32]